# Enrique Larreta
Enrique Larreta, nato Enrique Rodríguez Larreta (Buenos Aires, 4 marzo 1875 – Buenos Aires, 6 luglio 1961), è stato un poeta, drammaturgo e diplomatico argentino, uno dei più importanti rappresentanti del modernismo.

## Biografia

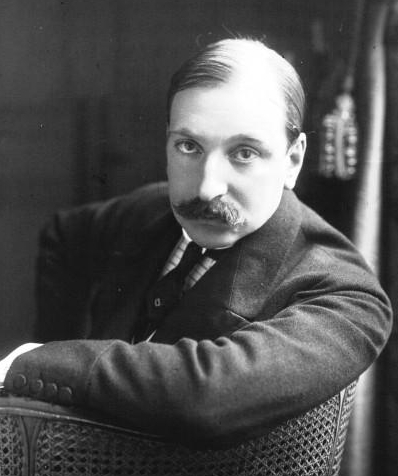
Enrique Larreta nel 1914

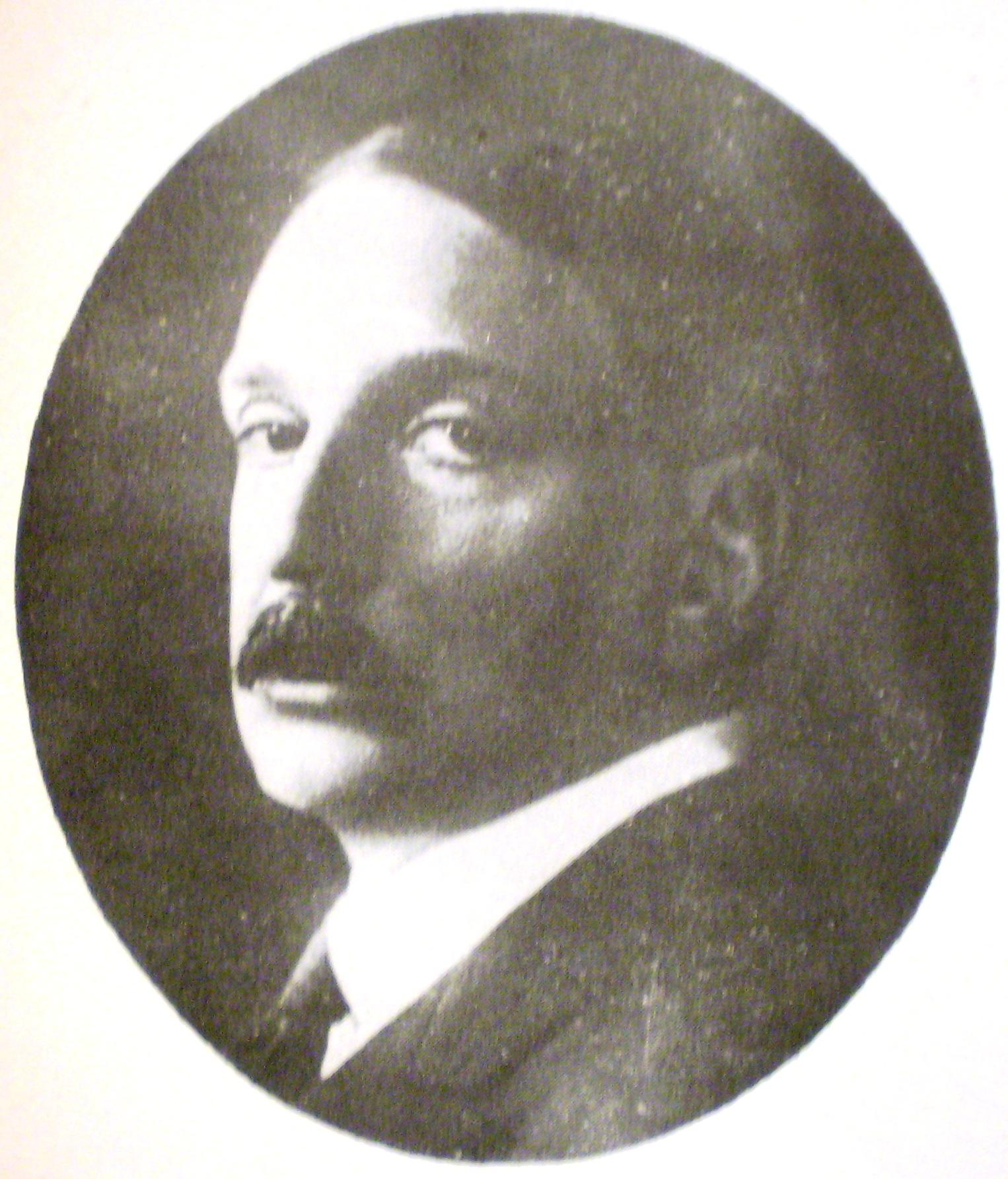
Enrique Larreta

Larreta nacque in una famiglia uruguaiana dell'alta borghesia porteña il 4 marzo 1875, frequentò la facoltà di giurisprudenza di Buenos Aires e si laureò nel 1897.
Una delle sue prime attività fu quella giornalistica, e dal 1896 collaborò con La Nación.
Larreta fu un diplomatico e soggiornò per molti anni a Parigi, tra il 1910 e il 1919, dove strinse amicizia con Maurice Barrèse Paul Valéry, che propose la sua candidatura al premio Nobel, oltre che in Spagna, adorata da hidalgo, modernista e decadente, come la madre patria e la culla della cultura.
Larreta fu membro della Real Academia Española e della Academia Nacional de Historia in Argentina, e insegnò storia medievale al Colegio Nacional di Buenos Aires.
Larreta morì il 6 luglio 1961 a Buenos Aires.
Nel 1962 le autorità argentine trasformarono la sua residenza nel Museo d'arte spagnola Enrique Larreta.

## Stile, opere e pensiero poetico
Larreta esordì nella letteratura con il racconto Artemis (1896), in stile modernista, ambientato nella Grecia classica e ispirato ai lavori di Pierre Louÿs, pubblicato nella rivista La Biblioteca diretta da Paul Groussac, dal quale ricevette una notevole influenza letteraria.
Durante i sette anni di soggiorno spagnolo ad Avila, Larreta acquistò pezzi d'arte e mobili per le sue case in Argentina e maturò la sua opera principale, il romanzo La gloria de don Ramiro: Una vida en tiempos de Felipe II (1908), ambientata nella Spagna di Filippo II del XVI secolo, incentrata sulle tematiche della famiglia, dell'amore, della religione, scritta in una prosa raffinata, suggestiva, quasi lirica, di stile impressionista e decadente, modernista, ma anche includente elementi goticistici, romantici, parnassiani, simbolisti, realistici, naturalistici e impressionistici, con un lessico e una sintassi scrupolosi; Don Ramiro, incarnando la contrapposizione tra il materialismo e la spiritualità, tra la Spagna cattolica della Controriforma e la Spagna araba, vitale, generosa e pura, cercò di scegliere tra una vita da soldato e una vita monacale.  Risultò uno dei libri più importanti della letteratura ispanoamericana del XX secolo, rappresentando un valido esempio di sincretismo europeo e americano, di epoche lontane e tendenze moderne, e fu molto apprezzata da Miguel de Unamuno e Rubén Darío, per i contenuti ed il linguaggio antico, oltre che da Anatole France e Gabriele D'Annunzio. Il libro è stato tradotto in numerose lingue, tra le quali il francese, inglese, tedesco, portoghese, olandese e italiano.
Il romanzo successivo, Zogoibi (1926), ambientato nella pampa argentina e in tempi contemporanei, si caratterizzò per il linguaggio a metà strada tra la lingua castigliana e quella colloquiale dell'Argentina, per uno stile realistico, per un'introspezione psicologica, basato sulla descrizione dello snobismo dell'aristocrazia creola in contrapposizione con la semplicità della gente rurale; a cui seguirono Tenia que suceder (1943), Orillas del Ebro (1949), El Gerardo (1953), ambientato nella Spagna moderna e nella pampa.
Significative risultarono le opere autobiografiche e saggistiche, come Tiempos iluminados (1939), ispirata alla Francia anteriore alla prima guerra mondiale, La maranja (1947) e Las dos fundaciones de Buenos Aires (1933).
Larreta si dedicò anche alla poesia, con la raccolta La calle de la vida y de la muerte (1941), di stile modernista, oltre che al teatro, esordendo nel 1917 con La lampe dargile, cui seguirono La que buscaba Don Juan (1922), La luciérnaga (1923), El linyera (1932), Santa María del Buen Ayre (1935), la sua opera più riuscita, Pasíon de Roma (1937), Tenía que suceder (1943), Tres films (1950), pregevoli per la scrittura e lo stile.

## Opere principali

### Poesie
- La calle de vida y de la muerte (1941).

### Romanzi, novelle e racconti
- Artemis (1896);
- La Gloria de Don Ramiro: Una vida en tiempos de Felipe II (1908);
- Zogoibi (1926);
- Orillas del Ebro (1949);
- El Gerardo (1953);
- En la pampa (1955).

### Memorie e saggi
- Las dos fundaciones de Buenos Aires, saggio (1933);
- Tiempos iluminados, prosa autobiografica (1939);
- La naranja, memorie e saggi (1947);

### Drammi
- La lampe dargile (1917);
- La que buscaba Don Juan (1922);
- La luciérnaga (1923);
- El linyera (1932);
- Santa Maria del Buen Ayre (1935);
- Pasíon de Roma (1937);
- Tenia que suceder (1943);
- Tres films (1950).

### Opere complete
- Obras Completas (1954).